# Lazy bed

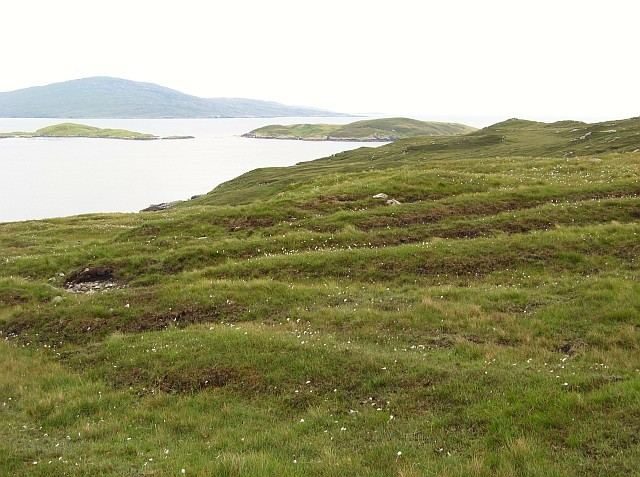
Anciens lazy beds à Harris (Hébrides extérieures).

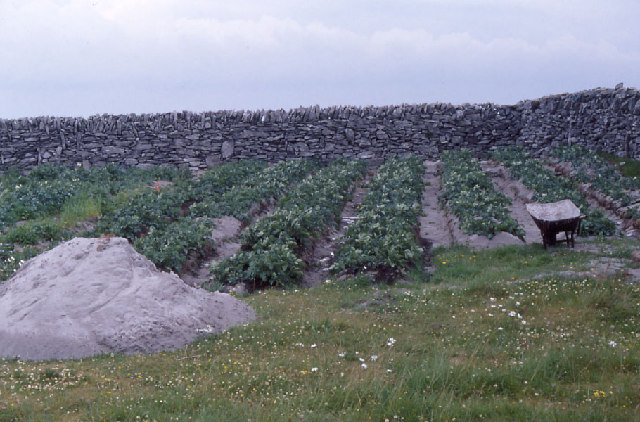
Pommes de terre cultivées sur lazy beds dans l'île d'Inis Oírr (Irlande).

Le lazy bed (littéralement : « plate-bande de paresseux ») est une technique de travail du sol autrefois pratiquée dans certaines régions des Îles britanniques. 
Il s'agit d'une forme de labour en planches, ou en billons, réalisé manuellement à la bêche. L'outil traditionnellement utilisé pour former les lazy beds était le loy. Les planches peuvent avoir jusqu'à 2,5 mètres de large, et sont séparées par d'étroits fossés de drainage.
Bien que cette pratique soit quasiment abandonnée, on peut encore voir des vestiges de ces lazy beds dans certaines régions de l'archipel des Hébrides, où ils sont appelés feannagan en gaélique écossais, ainsi que dans l'ouest de l'Irlande. 
Dans ces endroits, la méthode employée est normalement de soulever des mottes de tourbe et d'apporter du  goémon pour amender le sol. 
Les pommes de terre étaient souvent cultivées de cette manière dans ces régions, jusqu'à ce que le mildiou (Phytophthora infestans) provoque à partir de 1845 la famine des pommes de terre dans les Highlands et en Irlande.
Cette méthode était aussi connue dans les régions méridionales de la Grande-Bretagne depuis l'époque post-romaine jusqu'à la fin du Moyen Âge, et dans une grande partie de l'Écosse, du Pays de Galles et de l'Irlande jusqu'au XIXe siècle.